# Barraca d'olivar prop de la riera de Tort
Barraca d'olivar prop de la riera de Tort és una construcció popular del municipi de Palau-saverdera (Alt Empordà) inclosa en l'Inventari del Patrimoni Arquitectònic de Catalunya.

## Descripció
Situada a l'oest del nucli urbà de la població de Palau-saverdera en el límit municipal amb la vila de Pau, entre les actuals urbanitzacions del mas Isaac i del mas dels Frares, a l'anomenat bosc d'en Ventura i prop del rec de Cap de Terme.
Barraca agrícola de planta circular, d'uns dos metres d'alçada per dos més de diàmetre, construïda en una zona de feixes de pedra seca. La coberta és de falsa cúpula no sobresortint, amb el coronament bastit en origen amb tres lloses de pedra, tot i qué actualment es troba oberta a l'exterior. La porta d'accés està situada al costat sud-oest de l'estructura i és d'obertura trapezoïdal amb la llinda monolítica plana. En origen, a la part superior de la porta d'entrada, hi havia una llosa ben visible gravada amb l'any «1892», que actualment està desapareguda i no s'ha pogut documentar.
La construcció és de rebles de granit posats en sec. Tenim notícies que la llosa incisa amb l'any era de pissarra, com també ho eren dues lloses del coronament i alguna altra de la coberta.

## Història
La contrada on se situa la barraca es caracteritza pels grans afloraments granítics utilitzats pel bastiment de les parets travesseres de les feixes d'olivars de l'entorn. També hi ha algunes roques de pissarra molt esporàdiques.
A la serra de Rodes i subcomarca de Cap de Creus és molt rar trobar-hi una construcció de pedra seca datada o amb alguna inscripció. En aquest sentit i malgrat ésser tardana, la barraca que es descriu és excepcional. Fou construïda en una zona d'olivars en un moment (1892) posterior al pas de la plaga de la fil·loxera que extingí les vinyes velles. El primer focus fil·lexèric localitzat al sud de la Serra de l'Albera es descobrí al terme de Rabós d'Empordà l'any 1879. El desastre socioeconòmic que provocà als pobles viti-vinícoles l'extinció de la vinya fou molt gran. Després del pas de la plaga, en alguns indrets de la zona hi hagué una expansió del conreu de l'olivar, ja existent però gairebé sempre de menys importància que la vinya fins aleshores.